# Egil Danielsen
Egil Danielsen (9. listopadu 1933 Hamar – 29. července 2019) byl norský atlet, olympijský vítěz v hodu oštěpem z roku 1956.

## Sportovní kariéra
Při svém prvním mezinárodním startu se na evropském šampionátu v Bernu v roce 1954 umístil v soutěži oštěpařů na desátém místě. Životní úspěch pro něj představovalo vítězství na olympiádě v Melbourne v roce 1956 v novém světovém rekordu 85,71 m. Na mistrovství Evropy ve Stockholmu v roce 1958 vybojoval stříbrnou medaili. Mistrem Norska v hodu oštěpem byl v letech 1953 až 1957.